# Axel F
Axel F è il tema musicale, di genere elettronico, del film del 1984 Beverly Hills Cop - Un piedipiatti a Beverly Hills e dei suoi tre sequel, eseguito da Harold Faltermeyer. Il titolo del brano è il nome del protagonista della quadrilogia, Axel Foley, (interpretato da Eddie Murphy). Nel 1985 il disco singolo contenente il brano arrivò ai vertici di numerose classifiche in tutto il mondo e nei decenni seguenti rimase estremamente popolare. Remix di Axel F sono stati notevoli successi in Europa nel 2003, e nel 2005, in una particolare interpretazione di Crazy Frog.

## Versione di Harold Faltermeyer
Faltermeyer registrò il brano utilizzando cinque sintetizzatori: un Roland Jupiter-8, un Roland JX-3P,  un Yamaha DX7, un Moog Modular System 15, un Roland System 100m e una drum machine LinnDrum. Questa versione del brano raggiunse la seconda posizione nella classifica dei singoli nel Regno Unito e la terza della Billboard Hot 100 negli Stati Uniti. Inoltre rimase per due settimane consecutive al vertice della classifica  Billboard Hot Adult Contemporary Tracks.

### Tracce

#### 12" Maxi
1. Axel F (M & M Mix) - 7:00
2. Axel F (Extended Version) . 7:09
3. Shoot Out - 2:44

#### 7" Single
1. Axel F - 3:00
2. Shoot Out - 2:44

#### Maxi
1. Axel F (Extended Version) - 7:09
2. Shoot Out - 2:44

### Classifiche
| Country     | Peak position |
| ----------- | ------------- |
| Irlanda     | 1             |
| Paesi Bassi | 1             |
| UK          | 2             |
| USA         | 3             |
| Svezia      | 18            |
| Svizzera    | 2             |

## Versione di Crazy Frog
Axel F, anche conosciuta come Crazy Frog song, è un brano di stampo parodistico, primo singolo del personaggio di Crazy Frog, pubblicata nel 2005. Si tratta di un remix della versione di Harold Faltermeyer, prodotta da Henning Reith e Reinhard "DJ Voodoo" Raith, team di produzione tedesco conosciuto come Bass Bumpers. La compagnia Jamba! sfruttò il successo del brano allo scopo di produrre delle suonerie per cellulari.
La parte vocale di questo brano è presa dalle registrazioni del 1997, relative a Crazy Frog, di Daniel Malmedahl. Nel brano viene usata la stessa registrazione di circa due minuti utilizzata nella suoneria Jamba!.
Per il brano fu anche prodotto un videoclip, realizzato in animazione dalla Kaktus Film ed Erik Wernquist della TurboForce3D, il creatore originale di Crazy Frog. Nel video viene assoldato un cacciatore di taglie, che in cambio di 50.000 dollari, deve catturare Crazy Frog, identificata solamente come "la cosa più fastidiosa del mondo", in riferimento al nome originale dato da Wenquist alla propria creatura.
Su YouTube, il video musicale è tra i più visti sulla piattaforma con più di 5 miliardi di visualizzazioni

### Tracce

#### Australia CD
1. Axel F (Radio Edit) — 2:54
2. Axel F (Club Mix) — 6:23
3. Axel F (Club Mix Instrumental) — 6:23
4. In The 80's — 3:29

#### UK CD1
1. Axel F (Radio Mix)
2. Axel F (Bounce Mix)
3. Axel F (Bounce Mix Instrumental)
4. Axel F (Reservoir Frogs Mix)
5. Axel F (Video)

#### UK CD2
1. Axel F (Radio Mix)
2. Axel F (Video)

### Classifiche
| Chart (2005)                      | Peak position |
| --------------------------------- | ------------- |
| U.S Billboard Hot 100             | 50            |
| U.S Billboard Hot Dance Club/Play | 7             |
| Australian Singles Chart          | 1             |
| Austrian Singles Chart            | 2             |
| Belgian (Flanders) Singles Chart  | 1             |
| Belgian (Wallonia) Singles Chart  | 1             |
| Danish Singles Chart              | 1             |
| Dutch Singles Chart               | 3             |
| Finnish Singles Chart             | 2             |
| French Singles Chart              | 1             |
| French Download Singles Chart     | 1             |
| German Singles Chart              | 3             |
| Irish Singles Chart               | 1             |
| Italian Singles Chart             | 3             |
| New Zealander Singles Chart       | 1             |
| Norwegian Singles Chart           | 1             |
| Sweden Singles Chart              | 1             |
| Swiss Singles Chart               | 1             |
| UK Singles Chart                  | 1             |

| Annual chart (2005)              | Position |
| -------------------------------- | -------- |
| Australian Singles Chart         | 4        |
| Australian Dance Singles Chart   | 1        |
| Austrian Singles Chart           | 17       |
| Belgian (Flanders) Singles Chart | 2        |
| Belgian (Wallonia) Singles Chart | 1        |
| French Singles Chart             | 2        |
| French Download Singles Chart    | 7        |
| French Club 50 Chart             | 23       |
| New Zealander Singles Chart      | 1        |
| Swiss Singles Chart              | 2        |
| UWC                              | 6        |

## Altre versioni
- 1991 Axel F di Erich Kunzel e la Cincinnati Pops Orchestra
- 1993 The Summer Is Magic dei Playahitty, campionamento di Harold Faltermeyer
- 1995 Axel F/Keep Pushin' di Clock
- 1998 Axel F di Planet Bass
- 1998 Axel F di Trance Atlantic Air Waves
- 1999 Axel F di Cobat
- 2001 Axel F di Spacecorn
- 2003 Axel F 2003/Axel F 2004 di Murphy Brown & Captain Hollywood
- 2005 Italian Fireflies vs Axel Foley Theme, autore sconosciuto, campionamento di Black Strobe e Harold Faltermeyer
- 2007 "Original Techno remix di #1 80's Club Hits